# Ратман
Ра́тман (нем. Ratmann, от Rat — совет и Mann — человек) — должностное лицо в органах местного самоуправления в ряде европейских стран.

## Германия, Дания и Норвегия
В Германии до 1946 года, Дании и Норвегии должностное лицо местного самоуправления города, член магистрата (в Норвегии с 1922 года — городского совета) — исполнительного органа местного самоуправления на уровне города. Избирались или избираются городскими собраниями депутатов сроком на 6 лет, в Дании — городскими советами, в Норвегии городскими правлениями. Исполняли функции на общественных началах. После принятия гессенского муниципального кодекса и муниципального кодекса Шлезвиг-Гольштейна в 1946 году вытеснен термином «советник» (нем. stadtrat), а после принятия Нижне-саксонского муниципального кодекса и муниципального кодекса Северного Рейна-Вестфалии полностью исчез.

## Швеция и Финляндия
В Швеции до 1965 году и в Финляндии до 1993 года королевский или правительственный чиновник, член магистрата — местного органа государственной власти на уровне города. Избирались собраниями городских поверенных или ратушными собраниями. Исполняли функции на общественных началах. Должность упразднена вместе с магистратами в Швеции 1965 году, в Финляндии в 1993 году.

## Россия
В Российской империи в 1721—1887 годах — член городового магистрата и управ благочиния. По «Регламенту или уставу Главного магистрата» 1721 года ратманы избирались под надзором губернаторов и воевод из городских верхов. В Москве с 1723 года по 1744 год ратманы подчинялись президенту магистрата. В «Табели о рангах всех чинов, воинских, статских и придворных» 1722 года ратман был отнесён к XII классу. С 1802 года он относился к XI классу Табели о рангах. Деятельность ратманов регулировалась Инструкцией бургомистрам (1724 г.), Инструкцией Словесным судам (1766 г.). Уставом благочиния (1782 г.). Помимо этого, после избрания городовой магистрат давал ратману наставление, которому он также должен был следовать.
Ратманы были представителями купечества или ремесленного сословия и считались выборной должностью. С 1723 года ратманы исполняли функции советников магистратских бургомистров (каждому бургомистру полагалось иметь по два ратмана). Ратман утверждался в должности Главным магистратом. С 1728 года эта функция перешла к генерал-губернаторам. Изначально срок полномочий ратмана в Российской империи составлял три года, позже он был сокращён до года.
С 1753 года два ратмана должны были присутствовать в Торговом словесном суде при Городском магистрате Москвы. Ратманы при словесных судах утверждались в должности обер-полицмейстерами. В 1775 году ратманы лишились административных функций, сохранив за собой функции заседателей в городских судах. С 1782 года два ратмана, избираемые горожанами, должны были служить в полицейском органе губернского города или столицы — Управе благочиния, учреждённой «Уставом благочиния» 1782 года, ещё два — в словесных судах при полицейских частях города.
В 1864 году вместе с магистратами была упразднена и должность ратмана. Должность ратмана при магистратских Словесных судах была отменена в 1866 году, так как были ликвидированы суды. В 1887 году были ликвидированы торговые словесные суды, и должность ратмана при них также была отменена.
Функциями ратманов были наблюдение за деятельностью официальных организаций от населения, однако фактически их мнение не учитывалось.